# Piotr Sobociński
Piotr Sobociński (Łódź, 3 febbraio 1958 – Vancouver, 26 marzo 2001) è stato un direttore della fotografia polacco.

## Biografia

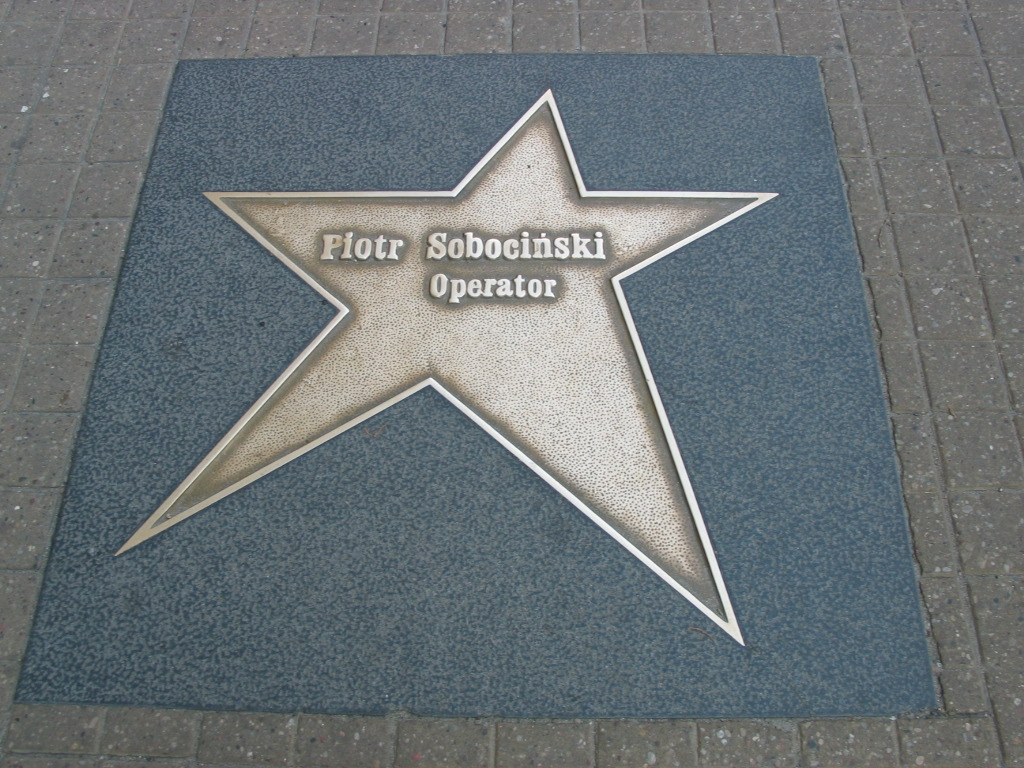
Stella di Piotr Sobociński sulla Walk of Fame di Łódź

Figlio del direttore della fotografia Witold Sobociński, decise di seguire le orme di suo padre iscrivendosi alla scuola di cinema a Łódź, dove si laureò nel 1987.
È noto inoltre per aver lavorato con il regista Krzysztof Kieślowski nei film Decalogo (1989) e Tre colori - Film rosso (1994), grazie al quale ottenne una candidatura all'Oscar per la migliore fotografia.
Morì per arresto cardiaco il 26 marzo 2001 all'età di 43 anni, mentre si trovava a Vancouver per girare il film 24 ore (2002), dedicato poi alla sua memoria insieme a Cuori in Atlantide (2001).

## Filmografia
- Arena Zycia regia di Bogdan Dziworski (1979) - cortometraggio
- Die Kinder von Himmlerstadt, cortometraggio (1983) - cortometraggio
- Milosc z listy przebojów, regia di Marek Nowicki (1985)
- Zu Hause - Was ist das eigentlich? (1985) - documentario
- Szczurolap, regia di Andrzej Czarnecki (1986) - cortometraggio
- Tanie pieniadze, regia di Tomasz Lengren (1986)
- Magnat, regia di Filip Bajon (1987)
- Lawa. Opowiesc o 'Dziadach' Adama Mickiewicza, regia di Tadeusz Konwicki (1989)
- Decalogo (Dekalog) - miniserie TV, 2 episodi (1989)
- Pension Sonnenschein, regia di Filip Bajon (1989)
- Biala wizytówka - miniserie TV, 6 episodi (1989)
- Koniec, cortometraggio, regia di Bogusław Linda (1990)
- Bal na dworcu w Koluszkach, regia di Filip Bajon (1990)
- Potyautasok, regia di Sándor Söth (1990)
- Buongiorno professore! (Unser Lehrer Doktor Specht) - serie TV, 1 episodio (1992)
- A nagy postarablás, regia di Sándor Söth (1992)
- Zuk, regia di Dariusz Kadziela e Jakub Skoczen (1992) - cortometraggio
- Die Wildnis, regia di Werner Masten (1993)
- Die Piefke-Saga - miniserie TV, 1 episodio (1993)
- Tre colori - Film rosso (Trois couleurs: Rouge), regia di Krzysztof Kieślowski (1994)
- Markus Merthin, medico delle donne (Frauenarzt Dr. Markus Merthin) - serie TV, 1 episodio (1995)
- Die Straßen von Berlin - serie TV, 1 episodio (1995)
- La settima stanza (Siódmy pokój), regia di Márta Mészáros (1996)
- Ransom - Il riscatto (Ransom), regia di Ron Howard (1996)
- La stanza di Marvin (Marvin's Room), regia di Jerry Zaks (1996)
- Twilight, regia di Robert Benton (1998)
- Angel Eyes - Occhi d'angelo (Angel Eyes), regia di Luis Mandoki (2001)
- Cuori in Atlantide (Hearts in Atlantis), regia di Scott Hicks (2001) - postumo
- 24 ore (Trapped), regia di Luis Mandoki (2002) - postumo

## Premi e riconoscimenti
- - Premi Oscar 1995 - Nomination per la migliore fotografia per Tre colori - Film rosso